# Allotrichoma impudicum
Allotrichoma impudicum är en tvåvingeart som beskrevs av Oswald Duda 1942. Allotrichoma impudicum ingår i släktet Allotrichoma och familjen vattenflugor.
Artens utbredningsområde är Polen. Inga underarter finns listade i Catalogue of Life.